# Harriers bokförlag

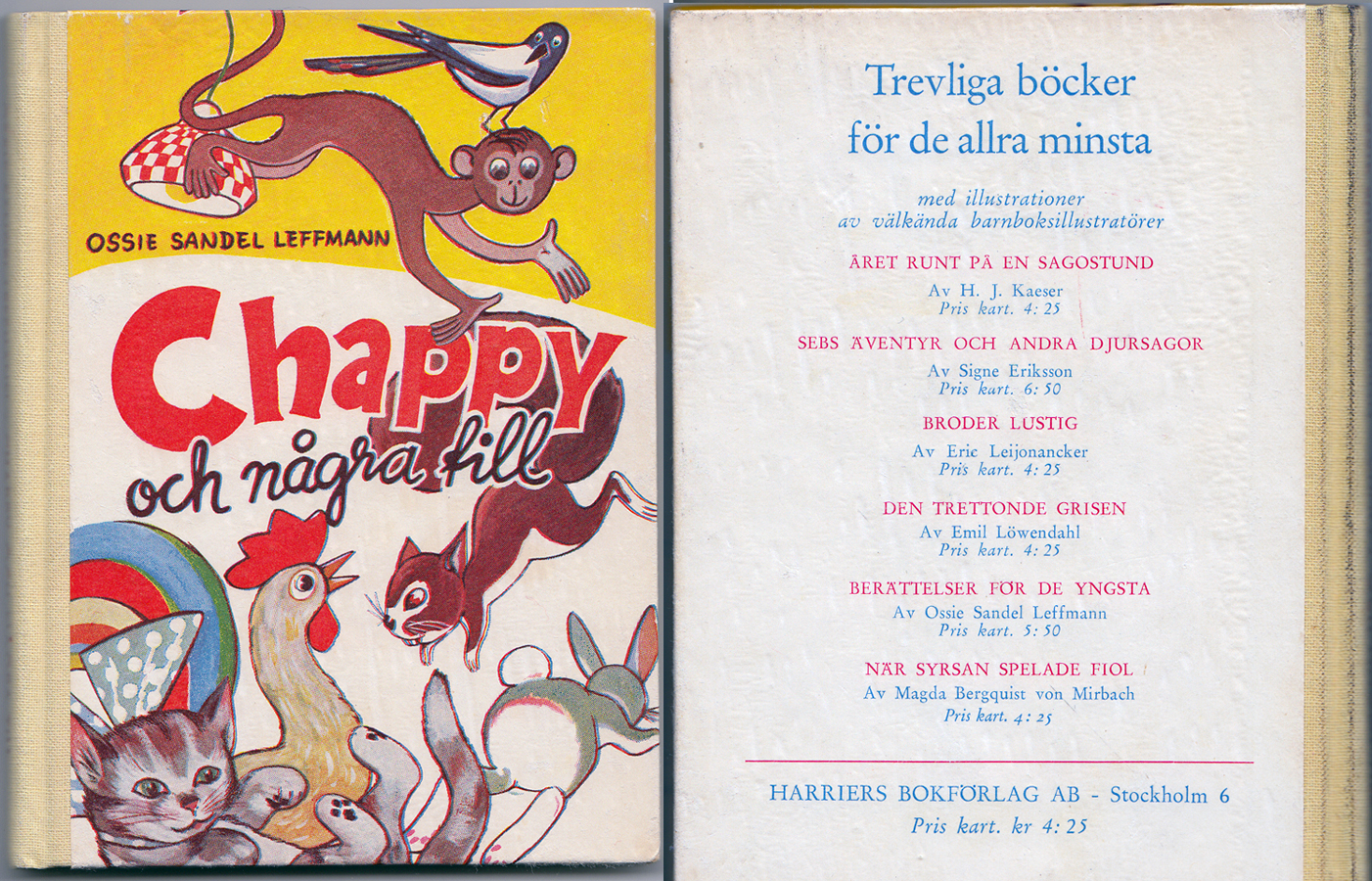
Omslag på en barnbok från Harriers Bokförlag 1956.

Harriers bokförlag var ett kristet bokförlag i Stockholm, Sverige, från åtminstone 1930-talet till 1982. Det grundades 1933 av bokförläggare Harry Lindquist. De gav ut många av Frank Mangs skrifter, men har även utgivit böcker av Cyndee Peters och sångsamlingar, såsom Helgad åt Herren.